# AirRobot AR 100-B

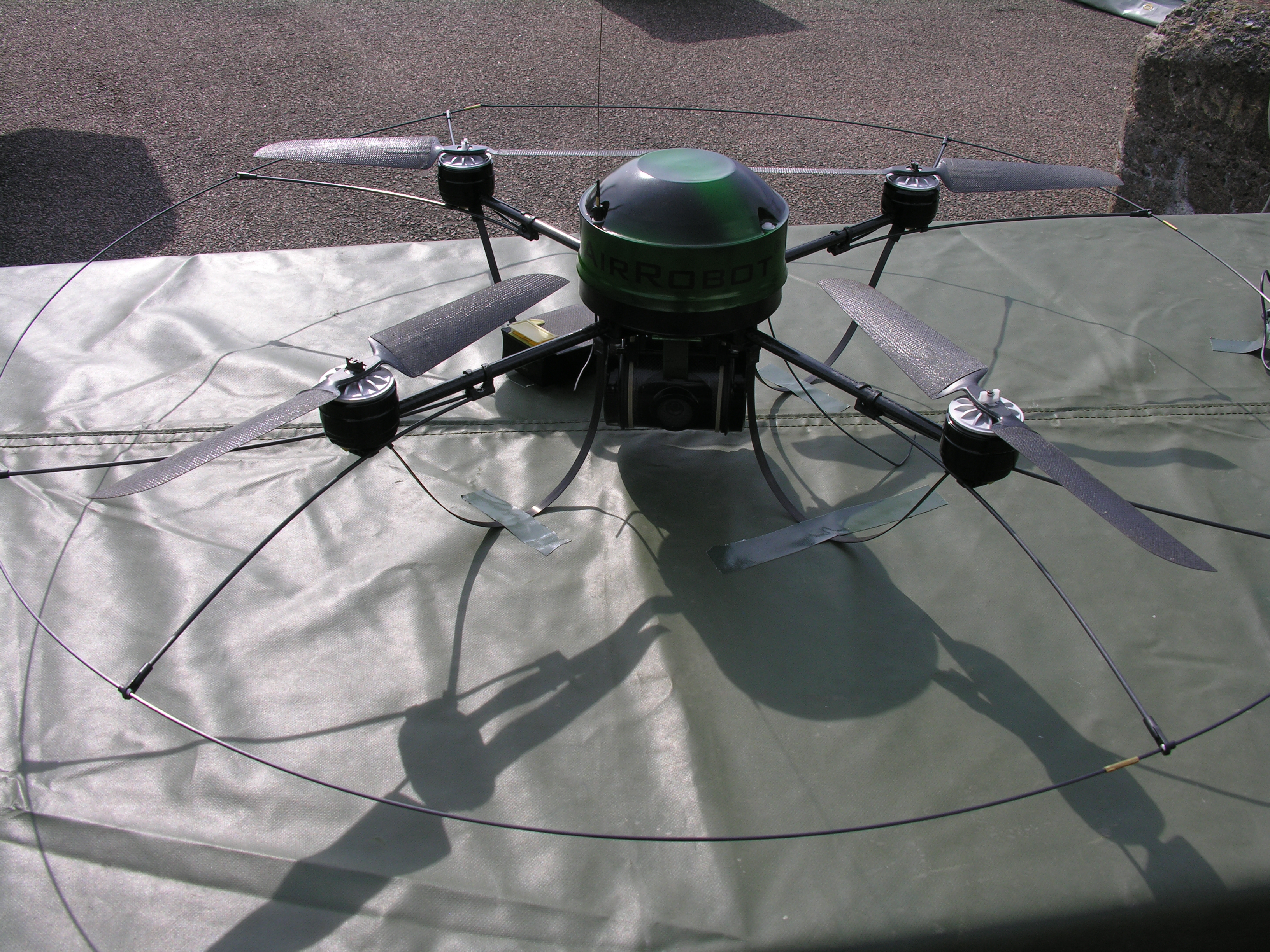
БПЛА AirRobot AR-100B

AirRobot AR-100B — малый беспилотный летательный аппарат (БПЛА) типа квадрокоптер, разработанный по заказу министерства обороны Германии компанией AirRobot.

## Описание
Мини-БПЛА „AirRobot AR-100B” относится к разряду портативных. Оснащён 4 электродвигателями. Диаметр аппарата - 1 м.
Закупочная стоимость комплекта оборудования  (в ценах 2004 г.) 93180 Євро. 
Длительность полёта не превышает 30 мин (в зависимости от полезной нагрузки и типа аккумуляторных батарей).
Максимальная высота полёта - до 1 км. Полезная нагрузка - до 200 грамм, собственный вес  - 1 кг 
Дальность цифровой радиосвязи  - до 1 км.  Данные от бортовых сенсоров БПЛА принимаются с помощью 4-антенной системы связи, функционирующей по принципу MIMO.
БПЛА оснащён видеокамерами. Для передачи изображения используется радиолиния диапазона 2,4 ГГц .

## Галерея

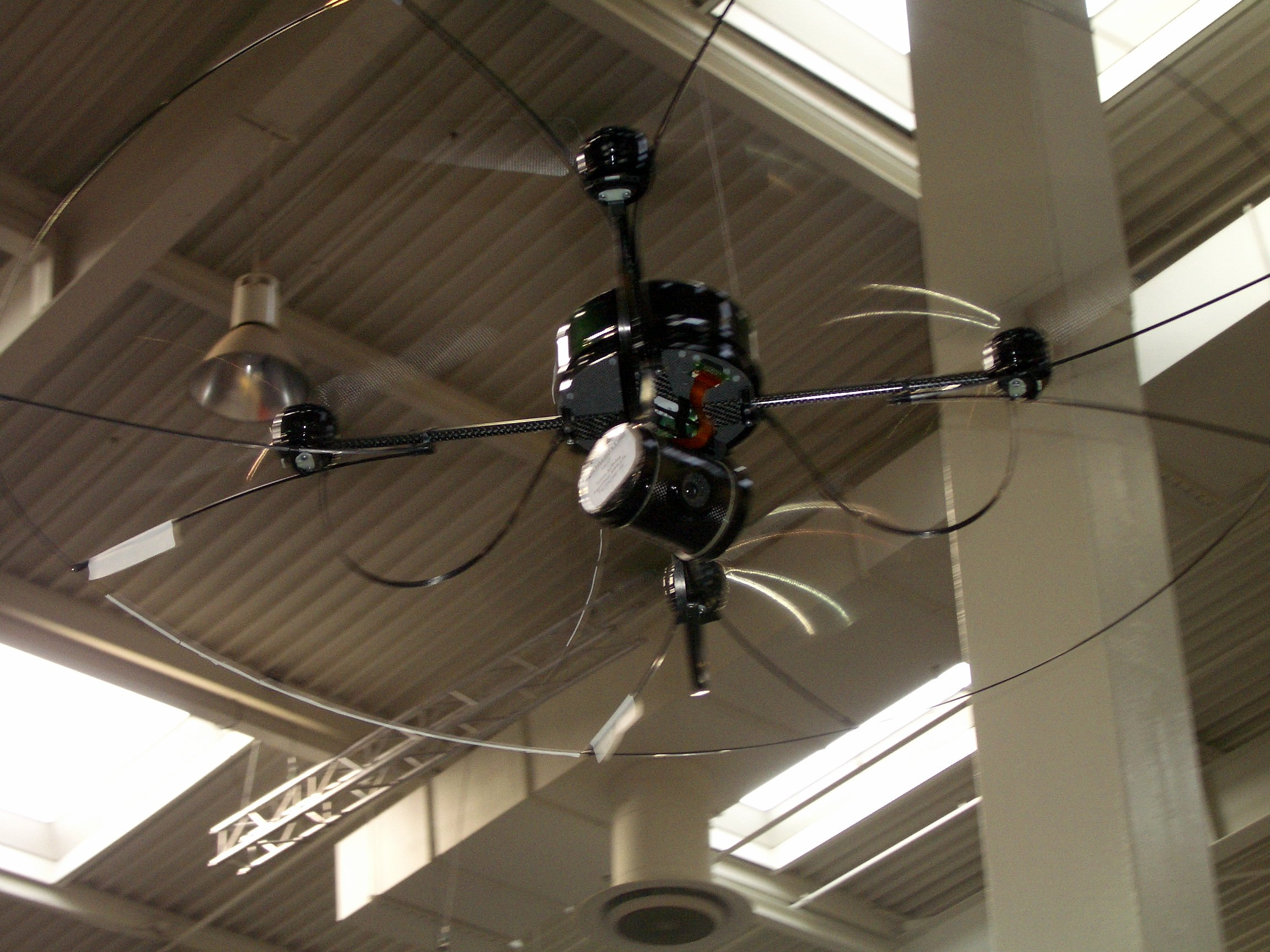
AirRobot AR 100-B в полёте
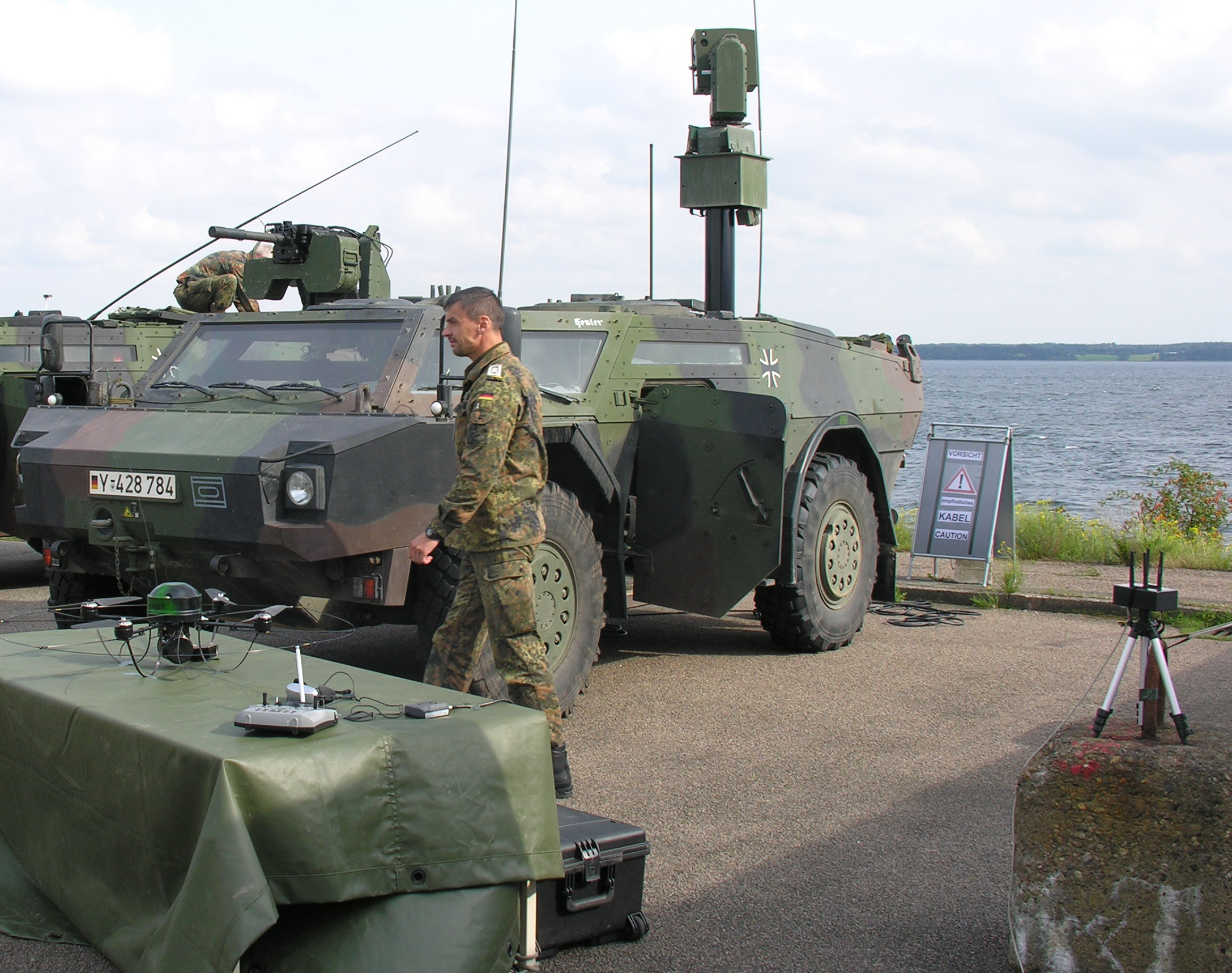
Комплекс AirRobot AR 100-B как элемент комплектации дозорной машины Феннек (TechDemo'08)
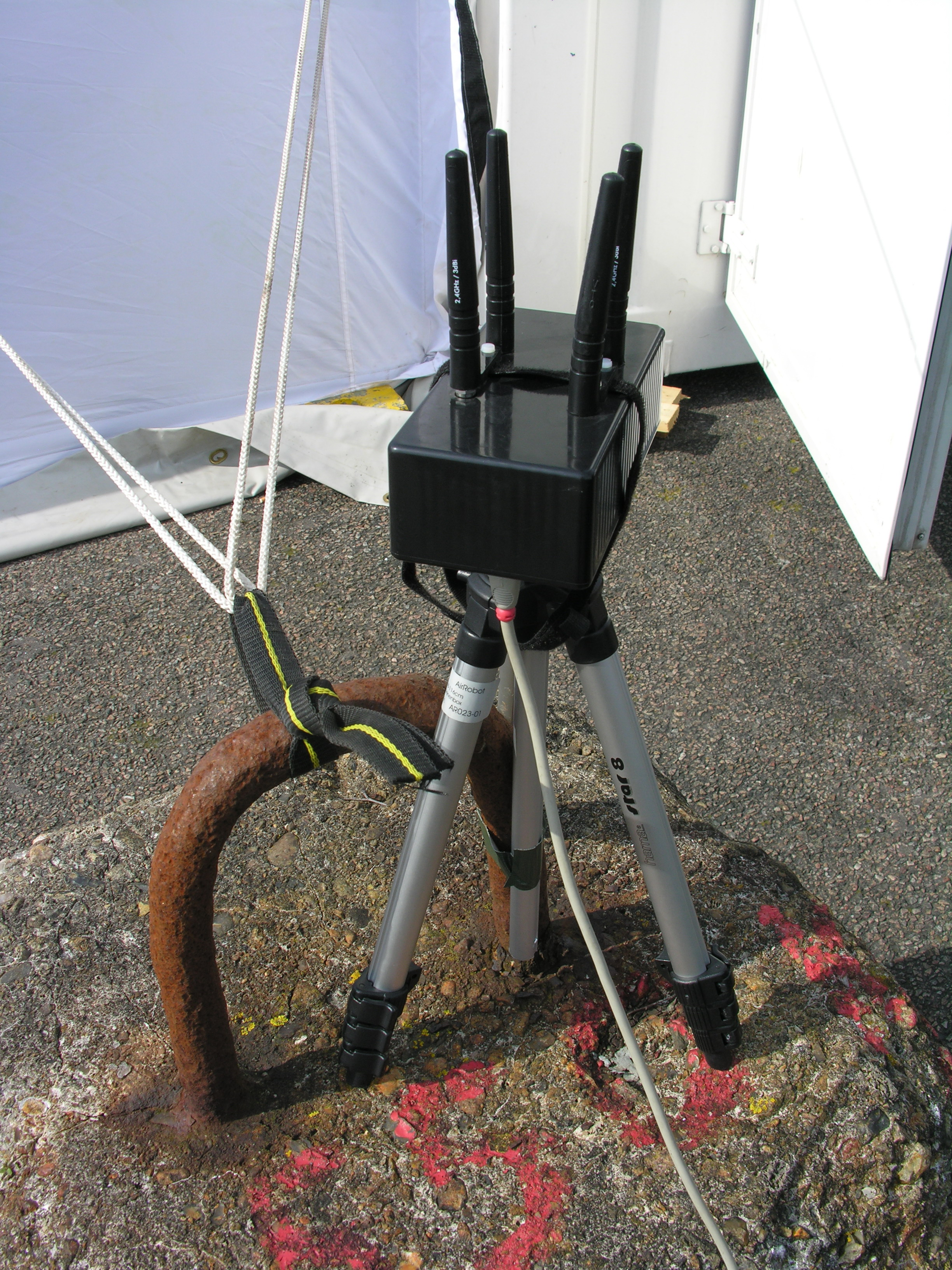
MIMO антенна приёма данных с борта AirRobot AR 100-B (TechDemo'08)
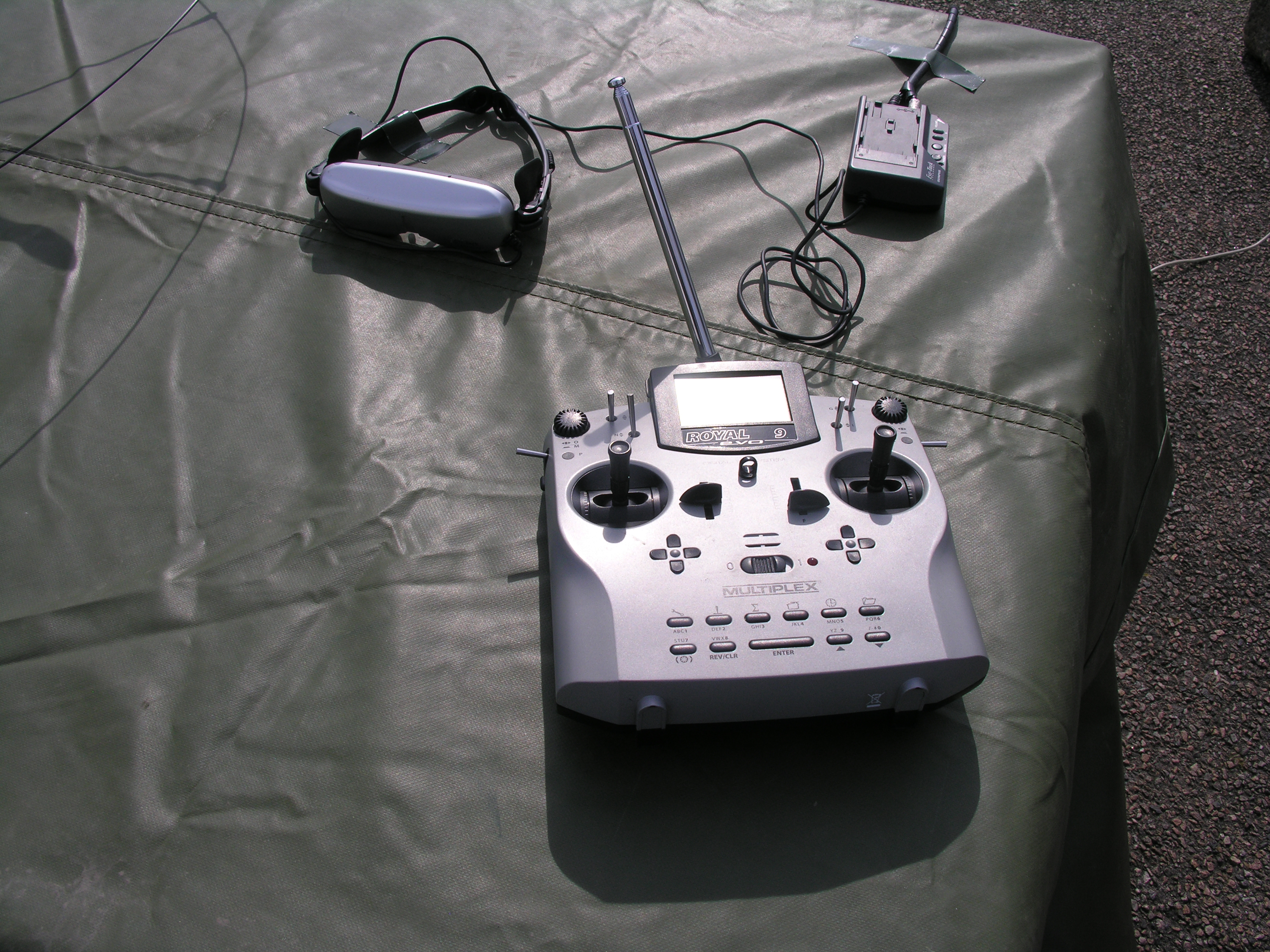
Пульт управления AirRobot AR 100-B